# Distretti di Israele

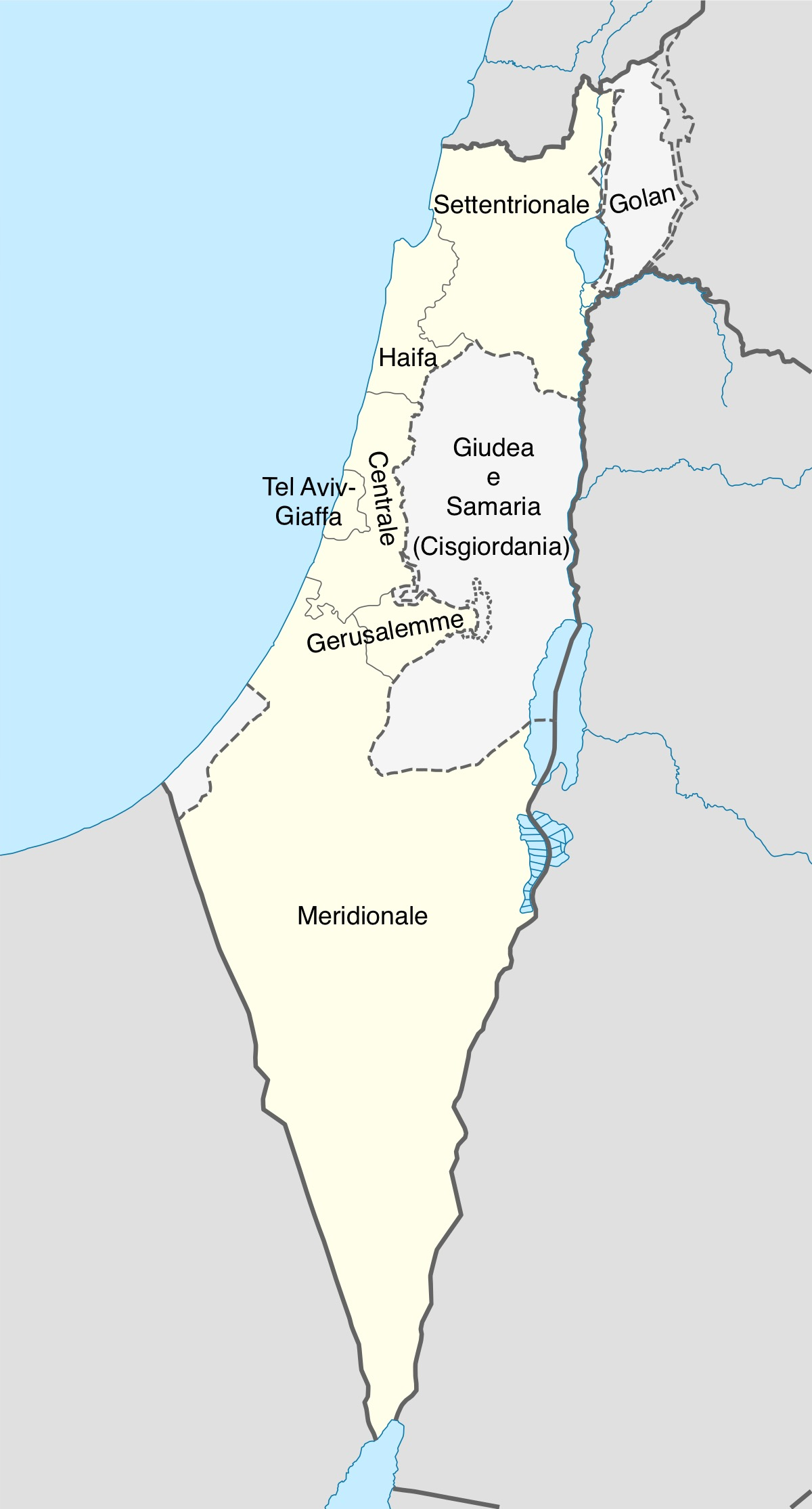
Mappa dei distretti d’Israele.
Oltre le linee tratteggiate, i territori contesi di Cisgiordania e Alture del Golan.

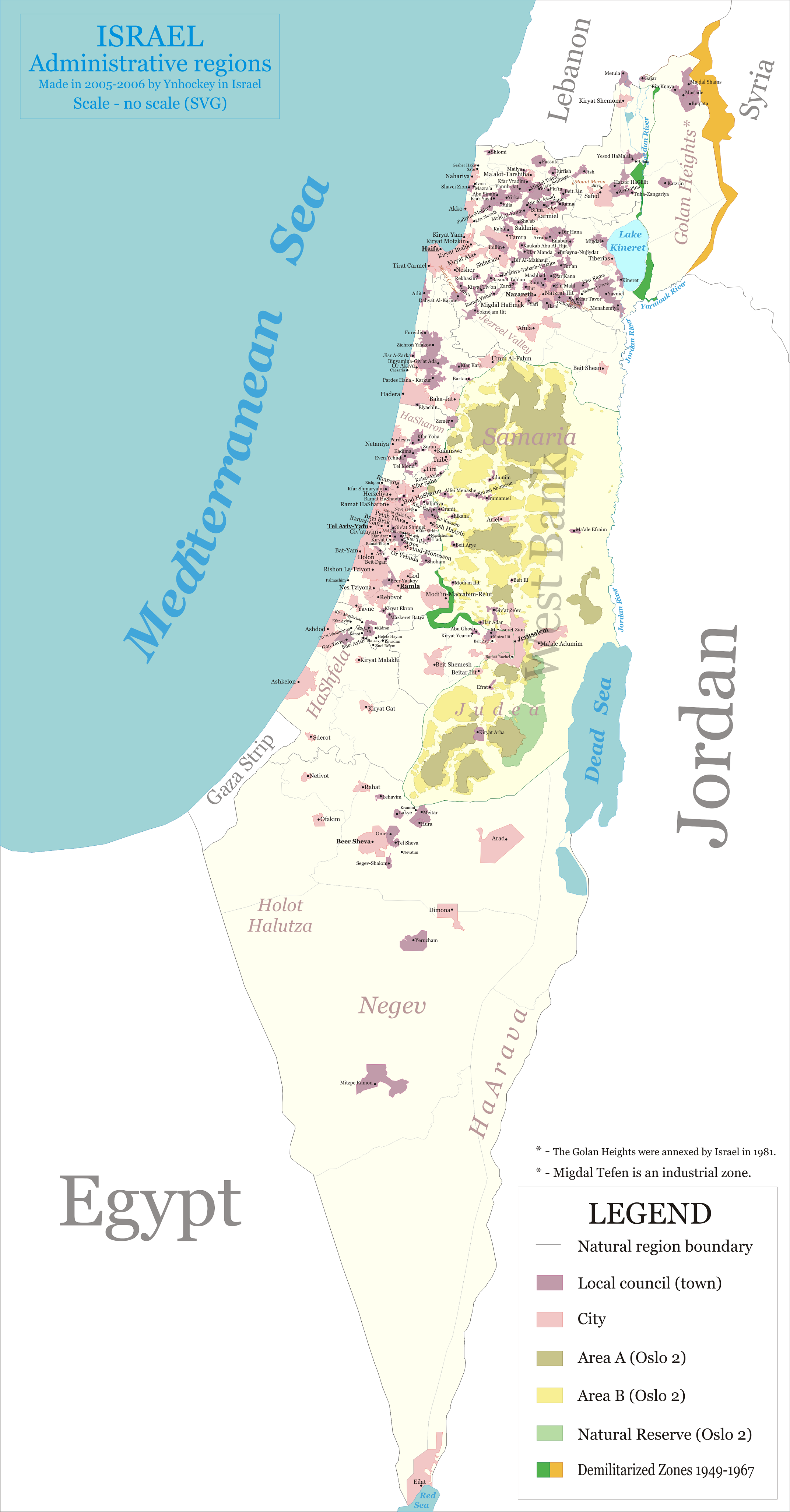
Mappa del 2006 con distretti, sottodistretti, regioni naturali e autorità locali (dal punto di vista israeliano, quindi inclusi i territori contesi)

I distretti di Israele (in lingua ebraica: meḥozot - מחוזות, singolare: maḥoz - מחוז) sono la suddivisione territoriale di primo livello del Paese e sono pari a 6. Ciascuno di essi si suddivide ulteriormente in sottodistretti (nafot - נפות, singolare nafa - נפה), a loro volta ripartiti in regioni naturali.

## Lista
| Localizzazione | Distretto                                   | Capoluogo   | Popolazione (2008) | Superficie (km2) |
| -------------- | ------------------------------------------- | ----------- | ------------------ | ---------------- |
|                | Distretto di Gerusalemme Mehoz Yerushalayim | Gerusalemme | 904 140            | 627              |
|                | Distretto Settentrionale Mehoz HaTzafon     | Nazareth    | 1 242 090          | 4 501            |
|                | Distretto di Haifa Mehoz Heifa              | Haifa       | 888 280            | 854              |
|                | Distretto Centrale Mehoz HaMerkaz           | Ramla       | 1 770 420          | 1 242            |
|                | Distretto di Tel Aviv Mehoz Tel Aviv        | Tel Aviv    | 1 258 770          | 170              |
|                | Distretto Meridionale Mehoz HaDarom         | Be'er Sheva | 1 067 380          | 14 107           |

L'area di Giudea e Samaria (Ezor Yehuda VeShomron) è un territorio occupato,  all'interno della Cisgiordania, dal momento che Israele non ha mai stabilito appieno la sua giurisdizione in tale zona. 
La regione è sotto il controllo israeliano dal 1967, dopo la guerra dei sei giorni, ma non ha mai ricevuto il riconoscimento internazionale.
Molti israeliani la considerano parte della Terra di Israele, ma non è considerato parte dello Stato di Israele da alcuna nazione o dalle Nazioni Unite.
Per l'amministrazione palestinese la regione fa parte dell'Autorità Nazionale Palestinese.

## Sottodistretti
Distretto di Gerusalemme
| Sottodistretto | Popolazione |
| -------------- | ----------- |
| Gerusalemme    | 890 428     |

Comprende unicamente il sottodistretto di Gerusalemme.
Distretto Settentrionale
| Sottodistretto | Popolazione |
| -------------- | ----------- |
| Zefat          | 98 000      |
| Kinneret       | 98 100      |
| Yizre'el       | 430 400     |
| Akko           | 536 300     |
| Golan          | 39 800      |

Il Golan fu occupato nel 1967 durante la Guerra dei sei giorni e annesso de facto ad Israele con la Legge delle Alture del Golan.
Distretto di Haifa
| Sottodistretto | Popolazione |
| -------------- | ----------- |
| Haifa          | 529 500     |
| Hadera         | 335 700     |

Distretto Centrale
| Sottodistretto | Popolazione |
| -------------- | ----------- |
| Sharon         | 371 900     |
| Petah Tikva    | 578 000     |
| Ramla          | 267 600     |
| Rehovot        | 472 100     |
| Rishon Lezion  |             |

Il distretto comprende anche le aree acquisite durante la guerra dei sei giorni nel 1967, e annessi ad Israele con la Legge di Gerusalemme.
Distretto di Tel Aviv
| Sottodistretto | Popolazione |
| -------------- | ----------- |
| Tel Aviv       | 1 285 000   |

Comprende unicamente il sottodistretto di Tel Aviv.
Distretto Meridionale
| Sottodistretto | Popolazione |
| -------------- | ----------- |
| Ascalona       | 456 000     |
| Bersabea       | 565 300     |

Il distretto corrisponde al territorio dell'Idumea.